# Морфология русских диалектов
Морфоло́гия ру́сских диале́ктов — совокупность систем языковых средств, обеспечивающих построение словоформ в территориальных диалектах русского языка, а также раздел русской диалектологии, изучающий закономерности функционирования и развития диалектных морфологических систем. В целом, грамматический строй русских диалектов и грамматический строй литературного русского языка характеризуются значительным единством. Им присущ одинаковый состав частей речи с одними и теми же грамматическими категориями. Диалектные различия, касающиеся состава категорий и их форм, встречаются в русском языке достаточно редко. Среди таких немногочисленных различий отмечаются, например, характерные для говоров разной локализации различия в составе падежных форм (включающем помимо прочих объектный, местный и другие падежи), различия в составе временных форм (включающем помимо прошедшего, настоящего и будущего также давнопрошедшее время) и распространение в северо-западных говорах категории перфекта, неизвестной ни в литературном языке, ни во всех остальных говорах. Все прочие диалектные различия в области морфологии, составляющие основную их часть, касаются внешней стороны грамматических форм и сводятся к различиям в наборе, распределении и фонемном составе словоизменительных аффиксов, к различиям в чередованиях фонем основы и к различиям в месте ударения. На фоне общности диалектных морфологических систем указанные различия имеют частный характер и не препятствуют взаимопониманию при общении носителей любых русских говоров, даже территориально наиболее удалённых друг от друга.

## Соответственные явления
Различительные элементы морфологии в русских диалектах, как и элементы остальных языковых уровней, образуют соответственные явления (междиалектные соответствия), которые представляют собой совокупность вариантов диалектных признаков, взаимозамещающих друг друга в разных говорах. Примером соответственного явления может быть распространение форм родительного падежа множественного числа имён существительных мужского рода на согласную, которое в одних говорах выражается вариантом с окончанием -ов (быко́в, домо́в), а в других — вариантом с окончанием -ох (быко́х, домо́х), или, например, распространение форм дательного и творительного падежей множественного числа имён существительных, представленное в одних говорах вариантом с различением окончаний (к дома́м, за дома́ми), а в других — вариантом с их неразличением (к дома́м, за дома́м).
Как правило, тот или иной вариант соответственного явления охватывает весь класс слов рассматриваемой части речи. Так, например, если в каком-либо говоре у прилагательного женского рода молод[а́jа] отмечается односложное окончание с отсутствием в интервокальном положении /j/ (молод[а́] жена́, молод[у́] жену́), то такое окончание будет наблюдаться в этом говоре у всех подобных прилагательных: дорог[а́], дорог[у́]; плох[а́], плох[у́]; больш[а́], больш[у́] и т. д. Но возможны различия и для изолированных фактов, например, различие в родовой принадлежности, присущее существительному зверь, которое в одних говорах относится к мужскому роду, а в других — к женскому, для всех остальных подобных слов не характерно. Соответственные явления в диалектных морфологических системах относятся в основном к категории двучленных, то есть имеющих два варианта одной диалектной черты в разных говорах или группах говоров, многочленные явления встречаются сравнительно редко. По числу измерений соответственные явления разделяются на простые и сложные. Простые явления имеют одно измерение без каких-либо разновидностей. В сложных явлениях один или несколько вариантов того или иного диалектного признака выступают в разных говорах в виде структурных разновидностей. Например, различению форм дательного и творительного падежей множественного числа существительных (к дома́м, за дома́ми) в южнорусском наречии противопоставляется наличие общей формы дательного и творительного падежей в севернорусском наречии, которой в свою очередь в разных говорах присуще несколько видов окончаний: к дома́м, за дома́м; к дома́ма, за дома́ма; к дома́мы, за дома́мы. Соответственные явления морфологических систем могут быть как противопоставленными, имеющими соотносительные ряды, так и непротивопоставленными. К последним относятся случаи, когда в одной из групп говоров какой-либо элемент морфологической системы отсутствует. Например, форме давнопрошедшего времени в одних говорах (в сентябре́ снег был вы́сыпал, а октя́брь был тёплый) не противопоставлена форма с тем же значением в других говорах. Кроме того, среди соответственных явлений выделяют одноплановые с одним признаком и многоплановые, включающие одновременно два и более признаков.
В ряде говоров русского языка отмечается сосуществование в их морфологических системах разных вариантов одних и тех же соответственных явлений. Такие случаи характерны для незавершившегося процесса вытеснения одного варианта явления другим под воздействием литературного языка или соседних говоров. Например, в одном говоре может употребляться исконная форма существительного среднего рода с ударением на основе в винительном падеже посе́ять прос[у́] и новая форма, пришедшая из литературного языка, посе́ять прос[о́], ещё не вытеснившая до конца исконную форму. Сосуществование разных членов соответственного явления также может быть вызвано незавершившимися внутренними процессами в самом говоре. Например, процесс унификации флексий родительного падежа множественного числа, выраженный в распространении флексии -ов на все классы существительных, приводит к появлению новых форм типа ба́б[ов], сёдл[ов], роди́тел[ев] при ещё не вытесненных старых ба́б, сёдел, роди́телей. В этом случае дополнительно действует фактор влияния литературного языка, который удерживает в говоре старые формы.

## Имена

### Категория рода
Для имён во всех русских диалектах, так же, как и в литературном языке, присущи формы мужского, женского и среднего родов. Исключение составляют часть южнорусского и часть среднерусского диалектных ареалов, в которых по предположению ряда исследователей формы среднего рода почти или полностью утрачены. В одной части указанных диалектных ареалов класс существительных, который в литературном языке и в большинстве говоров северного наречия относится к среднему роду, сужается за счёт расширения класса слов женского рода, в другой части — за счёт расширения класса слов мужского рода, в третьей — за счёт расширения обоих классов слов, мужского и женского родов: моё полоте́нце — мой полоте́нец; в моём пла́тье — в моей пла́тье. Наиболее широко распространено и компактнее локализовано вытеснение форм среднего рода женским — этот тип языкового явления характерен для юго-восточных говоров.
Как правило, утверждения об утрате форм среднего рода строятся на основании определения рода по согласуемым с существительными прилагательным и подобным им словам только в форме именительного падежа. Но если рассматривать формы согласуемых слов со всей парадигмой падежных форм существительных, то можно увидеть, что согласуемые слова с существительными, образующими в большинстве говоров класс среднего рода, в части южнорусского и среднерусского ареалов различаются по роду в прямом и косвенных падежах. Следовательно, такие существительные не могут быть отнесены ни к женскому, ни к мужскому роду и составляют особый согласовательный класс. Например, если существительные среднего рода с ударением на основу в юго-восточных говорах переходят в женский род или испытывают колебания в роде (больша́я ста́да; большо́й ста́де или большо́му ста́ду), то существительные среднего рода с ударением на флексии типа село́, окно́, ведро́ в именительном и винительном падежах согласуются с прилагательными женского рода (больша́я село́; большу́ю, или большу́я, село́), а в остальных падежах согласуются с формами прилагательных, общих для мужского и среднего родов (большо́го, или  большо́во, села́; большо́му селу́; больши́м село́м; о большо́м селе́). Класс подобных существительных считается классом по-особому выраженных существительных среднего рода. И поэтому отличием юго-восточных говоров от большинства остальных говоров русского языка является не отсутствие среднего рода, а иной характер его выражения и меньший охват лексики, относящейся к этому роду.

### Категория падежа
В морфологической системе каждого из русских говоров имеется как минимум 6 падежей. Эти падежи — именительный, родительный, дательный, винительный, творительный и предложный — известны по традиционно выделяемой парадигме падежных форм в литературном языке. В ряде говоров возможно выделение большего числа падежей. Так, согласно исследованиям С. В. Бромлей и Л. Н. Булатовой, для имён в русских диалектах характерна система из 11 падежей. В неё входят именительный падеж, творительный падеж, а также выделяемые в соответствии с родительным падежом литературного языка родительный, партитивный и отделительный падежи, в соответствии с дательным — дательный и распределительный падежи, в соответствии с винительным — винительный и объектный падежи, и в соответствии с предложным — предложный и местный падежи. Число падежей и состав падежной системы варьируют по говорам и группам говоров, при этом одновременно все 11 падежей не представлены ни в одном из реальных говоров. Такие падежи, как партитивный и местный характерны не только для диалектной речи, они выделяются некоторыми русистами также и в литературном языке. Вместе с тем употребление этих падежей в говорах имеет некоторые особенности, в частности, противопоставление родительного и партитивного падежей в говорах выражено более последовательно, чем в литературном языке. К отделительному падежу относят среднерусские и южнорусские формы с предлогами типа у сестре́, из воде́, до войне́, отличающиеся с разной степенью последовательности от остальных форм родительного падежа в тех же говорах дом сестры́, вкус воды́, коне́ц войны́. Выделение объектного падежа основывается на противопоставлении таких форм, как дере́вня вида́ть — пришла́ в дере́вню, коза́ корми́ть — се́но накоси́ть на козу́ и т. п. Употребление как объектного, так и отделительного падежа, на момент исследования русских говоров в середине XX века являлось уже, как правило, факультативным. Разделение форм дательного падежа на собственно дательный и распределительный основано на различии типа по дома́х — по дома́м. По словам С. В. Бромлей и Л. Н. Булатовой, выделение распределительного в сравнении со всеми остальными падежами в силу неполноты диалектных материалов является наименее обоснованным.
Во многих говорах совпадают окончания отделительного и партитивного, дательного и распределительного, а также винительного и объектного падежей. Так, общие окончания отделительного и партитивного падежей отмечаются за редким исключением в севернорусском наречии, в части среднерусских говоров и в части юго-западных говоров. Окончания дательного и распределительного падежей совпадают в большинстве русских говоров, кроме говоров, распространённых в приграничных районах с белорусским и украинским диалектными ареалами.
Ни одна из падежных парадигм в русских говорах не включает формы, флексии которых различались бы во всех падежах. В тех или иных падежных формах всегда наблюдается совпадение окончаний. В ряде случаев такое совпадение охватывает некоторые классы слов во всех именах. Так, например, омонимия падежных форм в русском языке характерна для всех неодушевлённых имён мужского рода в формах именительного и винительного падежей, для всех неодушевлённых имён в формах именительного и винительного падежей множественного числа, для всех одушевлённых имён мужского рода в формах родительного и винительного падежей и для всех одушевлённых имён в формах родительного и винительного падежей множественного числа. В то же время формы именительного и винительного падежей среднего рода, омонимичные в литературном языке, совпадают только в части русских говоров. Омонимия падежных форм, охватывающая в разных вариантах отдельные ареалы русских говоров, может выступать как важный различительный признак в характеристике наречий и групп говоров. Например, совпадение во всех именах форм дательного и творительного падежей (подошла́ к двум пусты́м вёдрам, я к вам прие́ду — пришла́ с двум пусты́м вёдрам, я с вам посижу́) является характерным признаком такой обширной части территории русского языка как ареал севернорусского наречия.

### Части речи

#### Имя существительное
В склонении имён существительных единственного числа различают основные, или регулярные, и нерегулярные типы. Основные типы охватывают большие по числу и открытые (неограниченно пополняющиеся) классы слов. Нерегулярные типы включают закрытые (не пополняющиеся) классы слов или единичные слова. Для всех диалектных морфологических систем характерны только три основных типа склонения, что и в литературном языке. Все остальные типы представлены лишь в части русских говоров.
За пределами трёх основных типов склонения оказываются нерегулярные модели, отражающие архаичный слой грамматики, они представлены в некоторой части говоров в словоизменении существительных мать (ма́ти), дочь (до́чи), свекро́вь (свекры́), а также в словоизменении группы существительных типа и́мя, вре́мя, се́мя, бере́мя и т. п. В ряде случаев образование существительных по нерегулярным моделям входит в характеристику нескольких групп говоров: форма именительного падежа единственного числа свекры́ является одним из диалектных признаков Рязанской группы говоров, формы ма́ти и до́чи являются одним из диалектных признаков Вологодской группы говоров, формы винительного падежа единственного числа ма́теря и до́черя характеризуют диалектную систему Курско-Орловской группы говоров. В части говоров существительные типа ма́ти, до́чи, свекры́, и́мя, вре́мя склоняются по моделям основных типов. Особую группу существительных, склоняющихся одновременно по моделям I и II типа, составляют слова среднего рода с ударением на основе типа де́ло, се́но, лы́ко, по́ле, учи́лище, варе́нье.
Имена существительные распределяются по типам склонения в основном исходя из их принадлежности к тому или иному грамматическому роду. При этом формы одного рода с известными ограничениями могут распределяться по разным типам склонения и, соответственно, в одном типе склонения могут быть объединены формы разных родов. Степень последовательности связи рода и типа склонения в разных говорах может различаться. В целом по говорам к I типу склонения не принадлежат существительные среднего рода (если существительные типа ста́до , пла́тье склоняются по I типу, то их относят к женскому роду), ко II типу склонения не принадлежат существительные женского рода (в южнорусских говорах это ограничение действует менее жёстко, чем в остальных говорах), к III типу склонения принадлежат существительные только женского рода.
Охват существительных, склоняющихся по III типу, изменяется по говорам незначительно, главным образом, за счёт различия в родовой принадлежности слов типа мышь, путь, зверь и других, и за счёт различий в типе склонения существительных женского рода боле́знь : боле́зня, посте́ль : посте́ля, жизнь/жисть : жи́зня. Охват существительных, склоняющихся по I и II типам, изменяется несколько шире. Изменения затрагивают родовые различия отдельных слов и словообразовательных моделей скирд : скирда́, потоло́к : потоло́ка, беготе́нь : беготня́, а также целые классы слов — существительные среднего рода с ударением на основе; существительные с суффиксами -ушк-, -ишк-, -к-, -онк-, обозначающие лиц мужского пола (де́душка : де́душко; парни́шка : парни́шко, де́дка : де́дко, мальчо́нка : мальчо́нко); существительные типа и́мя, вре́мя, бере́мя, пла́мя/по́лымя, пле́мя, се́мя, стре́мя, те́мя. Все перечисленные классы в севернорусском наречии относятся ко II типу склонения. В южнорусских говорах существительные среднего рода с ударением на основе колеблются между I и II типами склонения, существительные типа де́душка чаще склоняются по I типу.

##### Единственное число
I тип склонения

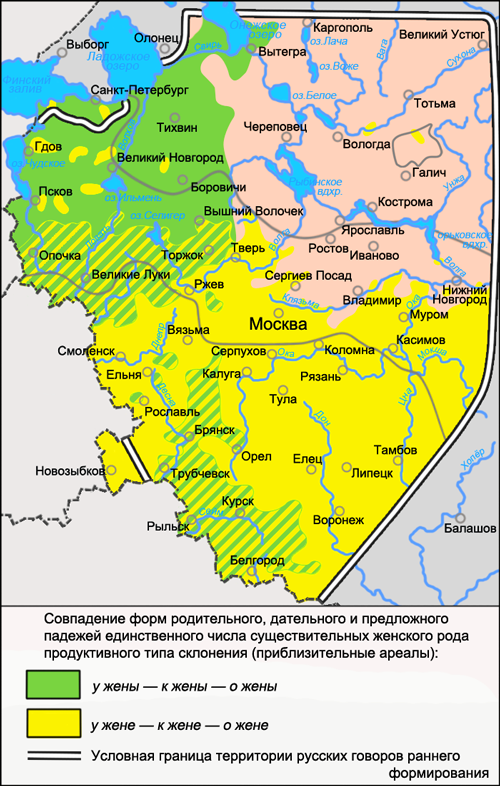
Распространение окончания -и (-ы) или -е во всех формах родительного, дательного и предложного падежей единственного числа существительных женского рода

К I типу склонения относятся существительные женского рода на -а. В формах именительного падежа во всех говорах в этом типе склонения представлена флексия -а, а в формах винительного падежа — флексия -у.
В формах родительного, дательного и предложного падежей существительных I склонения отмечаются окончания -и (-ы) и -е (-ê), которые распределяются по говорам в различных вариантах.
По характеру флексии родительного падежа обособленное положение занимает севернорусское наречие, в говорах которого представлено только одно окончание -и (-ы). Два окончания -и (-ы) и -е (-ê) представлены в части среднерусских и в большинстве южнорусских говоров. Модель склонения существительных на -а в родительном падеже в этих говорах имеет несколько разновидностей, обусловленных как различием построения синтаксических конструкций, так и различиями в качестве согласного основы и в месте ударения. Чаще всего выбор варианта окончания -и (-ы) или -е (-ê) связан с наличием или отсутствием в конструкциях, в которых находится форма существительного, предлога (любого или какого-либо определённого). Так, окончание -е отмечается у существительных в сочетании с предлогом у, а окончание -и (-ы) — в остальных случаях (у жене́, у родне́, но без жены́, от родни́, нет жены́, нет родни́) или же -е отмечается у существительных в сочетании с любым предлогом при -и (-ы) в остальных случаях (у жене́, у родне́, без жене́, от родне́, но нет жены́, нет родни́). Употребление окончаний -и (-ы) и -е (-ê) в разных синтаксических условиях может свидетельствовать о формировании в среднерусских и южнорусских говорах двух разных падежей в соответствии родительному падежу северного наречия и литературного языка. Чёткого распределения окончаний по предложным и беспредложным конструкциям в говорах нет. В конструкциях с предлогами нередко могут использоваться оба окончания в одних и тех же формах, а в конструкциях без предлогов наряду с -и (-ы) может изредка встречаться окончание -е (ка́дка воде́, избе́ не жа́лко). В некоторых говорах критерием выбора окончания является характер основы существительного — в формах родительного падежа с основой на твёрдую согласную чаще встречается окончание -е, на мягкую — -и (-ы) безотносительно к наличию или отсутствию предлога: у сестре́, у родни́. В ряде говоров выбор окончания форм родительного падежа зависит от места ударения, окончание -е при этом выступает преимущественно в безударном положении. Нередко распределение окончаний осложняется ещё и наличием или отсутствием предлога у: окончание -е отмечается у существительных с ударением на основе с любыми предлогами: у ма́ме, от ма́ме, без ма́ме; у существительных с безударной основой это окончание отмечается только с предлогом у: у сестре́, от сестры́, без сестры́.
В формах дательного и предложного падежей в северном наречии, исключая часть западных севернорусских говоров, а также в восточных южнорусских и восточных среднерусских говорах представлено окончание -е (-ê). В северо-западных говорах наблюдается совпадение окончаний родительного, дательного и предложного падежей в -и (-ы): нет воды́, к воды́, в воды́; без земли́, к земли́, на земли́. В юго-западных говорах совпадение окончаний указанных падежей последовательно реализуется только у существительных с основой на мягкую согласную: из земли́, к земли́, в земли́. У существительных с основой на твёрдую согласную окончание -ы характерно только для родительного и дательного падежей: нет воды́, к воды́, в воде́.
Творительный падеж в I склонении представлен большим разнообразием окончаний: -оj (-ôj), -оjу (-ôjу), -еj, -еjу, -иj, -уj (-уjу), -ом. Использование двусложного окончания -оjу наряду с односложным известно как в литературном языке (преимущественно в поэтической литературе), так и в различных по локализации говорах. Наиболее широко распространено такое окончание в юго-западных говорах, в которых оно, по-видимому, является основным вариантом. Ударные окончания -иj (-ыj) и -еj достаточно редки в русских говорах. Формы творительного падежа типа воды́й, водэ́й встречаются в говорах у Онежского озера, формы типа земле́й (с основой на мягкую согласную) известны в вологодских и некоторых других северных говорах. В большинстве остальных русских говоров под ударением отмечается окончание -оj (-оjу). В безударном положении в некоторых говорах может встречаться окончание -уj: па́лкуй, ма́муй, дере́внюй, но под ударением — жено́й, землёй. Такие говоры распространены в Псковской, Тверской, Смоленской, Московской и Рязанской областях. В ряде говоров для существительных мужского рода I склонения характерно окончание -ом: де́душком, Гри́шем, Ва́нем.
II тип склонения
Ко II типу склонения относятся существительные мужского и среднего родов. Исключение составляют существительные мужского рода на -а, склоняющиеся по I типу.
В именительном падеже формы существительных II склонения имеют окончания -ø и -о. Их распределение по говорам одинаково, если не считать некоторых расхождений лексического характера типа я́блоко : я́блок, коромы́сло : коромы́сел и т. п. В части говоров число форм на -о сокращено за счёт перехода в I склонение существительных типа де́душко > де́душка, де́дко > де́дка, мальчо́нко > мальчо́нка. Одинаково распределены по говорам также окончания форм винительного падежа -ø, -о и -а: у неодушевлённых существительных мужского и среднего родов представлены окончания -ø и -о, у одушевлённых существительных мужского рода — -а.
Диалектные различия, связанные с употреблением во II склонении родительного падежа, выражены в основном в неодинаковом распределении по говорам окончаний -а и -у. В большинстве русских говоров окончание -у отмечается у существительных, находящихся в синтаксических конструкциях со значением части целого, неполного охвата объекта действия, и в конструкциях с предлогами, с которыми обычно употребляется родительный падеж: са́хару купи́, мно́го ле́су, ча́шка ча́ю; без са́хару, из ле́су, для поря́дку. В то же время в ряде говоров формы с окончанием -у выходят за пределы этих синтаксических условий: тулу́пу нет, бо́льше ме́тру, два до́му, три ра́зу. В значительной части говоров формы с окончанием -у ограничены классом неодушевлённых существительных (формы типа для сто́рожу носят единичный характер). Также во многих говорах окончание -у отмечается только у существительных мужского рода. Вместе с тем в ряде южнорусских говоров -у распространяется и на формы существительных среднего рода (обычно наряду с окончанием -а нередко у одних и тех же слов): без де́лу / без де́ла, без се́ну / без се́на, из ста́ду / из ста́да, с по́лю / с по́ля. В морфонологическом отношении ограничением для форм с окончанием -у является ударение на основе (исключение составляют некоторые, в основном южнорусские говоры, в которых отмечаются формы с ударением на флексии: из хворосту́, с потолку́, без концу́). Кроме того, наиболее часто окончание -у встречается у существительных с основой на заднеязычный согласный. Ещё одним ограничением для употребления окончания -у является семантическое ограничение, при котором рассматриваемое окончание свойственно преимущественно нарицательным существительным, обозначающим предметы, не подлежащие счёту, имеющие в основном вещественное и отвлечённое значение: горо́х, са́хар, чай, песо́к, назём, си́тец, жар, снег, дым, сон и т. п. В целом в говорах южного наречия отклонения от закономерностей употребления окончания -у встречаются намного чаще, чем в говорах северного наречия. В свою очередь, в севернорусских говорах указанные ограничения соблюдаются строже.
С некоторой долей вероятности можно говорить о существовании в говорах в соответствии с родительным падежом литературного языка ещё двух падежей (наряду с собственно родительным), которые выделяются в основном по флексии -у — партитивного (из горо́ху, бе́з году, с поко́су, без хле́ба) и отделительного (горо́ху напосыла́ла, го́ду не проживёшь, там мно́го поко́су, дал хле́ба).
Формы предложного падежа II склонения имеют окончания -е (-ê), -и и -у, которые функционально разграничены в части существительных. По мнению многих исследователей русских диалектов, различия в функциях, выраженных разными флексиями, позволяют в соответствии с предложным падежом выделять собственно предложный, или изъяснительный, и местный падежи. В этих двух падежах, противопоставляемых в сравнительно небольшом круге слов, флексии распределены следующим образом: для собственно предложного падежа характерны преимущественно безударные флексии -е (-ê) и -и, для местного падежа характерна ударная флексия -у (как и в литературном языке: в лесу́ и о ле́се, на берегу́ и о бе́реге, на по́лном ходу́ и при тако́м хо́де). Флексии -е (-ê) и -у известны во всех русских говорах, а флексия -и встречается только в северо-западном диалектном ареале и в некоторых говорах юго-западного ареала.
В одной части говоров различение двух предложных падежей отмечается только у односложных существительных (в хлеву́ и в хле́ве, на дубу́ и на ду́бе), в другой части говоров различение падежей возможно также и у существительных с двусложной основой (на поезду́ и на по́езде, в городу́, в месяцу́). Значительную часть существительных, у которых отмечается различение изъяснительного и местного падежей, составляют существительные с подвижным ударением. Наибольший охват существительных с подвижным ударением характерен для центральных и северо-восточных говоров, наименьший — для юго-западных говоров. В части южнорусских говоров, прежде всего в юго-западных, а также в части северо-западных говоров, отмечается общая для двух предложных падежей флексия -у в формах с неподвижным ударением: на отцу́ и при отцу́, на сы́ну и о сы́ну. В тех говорах, в которых у существительных с неподвижным ударением в предложных падежах окончания -е и -у различаются, распределение указанных окончаний поставлено в зависимость от рода и одушевлённости или неодушевлённости существительных, а также от характера их основы. Так, для одних говоров окончание -у возможно только в формах мужского рода, для других, в основном юго-западных, наряду с мужскими окончание -у встречается также в формах среднего рода: в го́рю, при го́рю. Преимущественными формами с окончанием -у являются формы с основой на заднеязычную согласную (в посёлку, в ли́пнику), в формах с иными исходами основ чаще встречается окончание -е. В некоторых говорах под влиянием существительных, у которых два предложных падежа исконно совпали, отмечается утрата различий изъяснительного и местного падежей у тех существительных, для которых это различие было присуще: о ле́се и в ле́се или о лесу́ и в лесу́. В отношении юго-западных говоров, у которых в функции местного падежа известна флексия -е (в ле́се, в са́де) при широком распространении флексии -у, можно говорить о слабом противопоставлении двух предложных падежей или о наличии единого предложного падежа.
Если флексия -е является единственным вариантом для многих русских говоров, то флексия -и всегда сосуществует с флексией -е. По происхождению флексии -и противопоставляются два диалектных ареала. В северо-западных и поморских говорах окончание -и на месте -е является рефлексом древнерусской гласной *ě (ѣ). Данное окончание встречается в этих говорах у любых существительных II склонения. Преобладающими формами для -и при этом являются формы с основой на мягкий согласный. У форм на твёрдую согласную в предложном падеже исход основы смягчается: на столи́, во двори́, на гумни́. В юго-западных говорах окончание -и (-ы) имеет морфологическое происхождение и является реликтом склонения основ на *o и *i (давняя форма мягкой разновидности). Окончание -и (-ы) представлено в данных говорах в небольшой группе существительных с основой на мягкую согласную, шипящую согласную и ц: на кони́, на краи́, на плечи́, при венцы́. У всех остальных существительных в юго-западном диалектном ареале сформировалось окончание -е — из *ě (ѣ).
В юго-восточной диалектной зоне по II типу склоняются в основном существительные среднего рода с ударением на флексии (в некоторых говорах наряду со склонением по II типу в части или во всех косвенных падежах отмечается склонение по I типу). У существительных с ударением на основе (с неразличением гласных в безударных окончаниях в форме именительного падежа) в одной части говоров отмечается переход в I тип склонения в винительном падеже и в другой части говоров — переход в I тип склонения во всех падежах:
| падеж        | с ударением на флексии | с ударением на флексии | с ударением на основе | с ударением на основе |
| падеж        | II склонение           | II/I склонение         | I склонение           | II/I склонение        |
| ------------ | ---------------------- | ---------------------- | --------------------- | --------------------- |
| именительный | село́                   | село́                   | ста́д[ъ]/ста́д[а]       | де́л[ъ]/де́л[а]         |
| родительный  | села́                   | села́/селы́              | ста́ды                 | де́ла                  |
| дательный    | селу́                   | селу́/селе́              | ста́де                 | де́лу                  |
| винительный  | село́                   | село́/селу́              | ста́ду                 | де́лу                  |
| творительный | село́м                  | село́м/село́й            | ста́дой                | де́лом                 |
| предложный   | в селе́                 | в селе́                 | в ста́де               | в де́ле/в де́лу         |
В работах С. В. Бромлей и Л. Н. Булатовой склонение существительных среднего рода с ударением на основе, при котором в прямых падежах они имеют окончания I типа, а в косвенных — окончания II типа (де́ло, се́но, лы́ко, по́ле и т. п.), выделяются в особое IV склонение.
III тип склонения

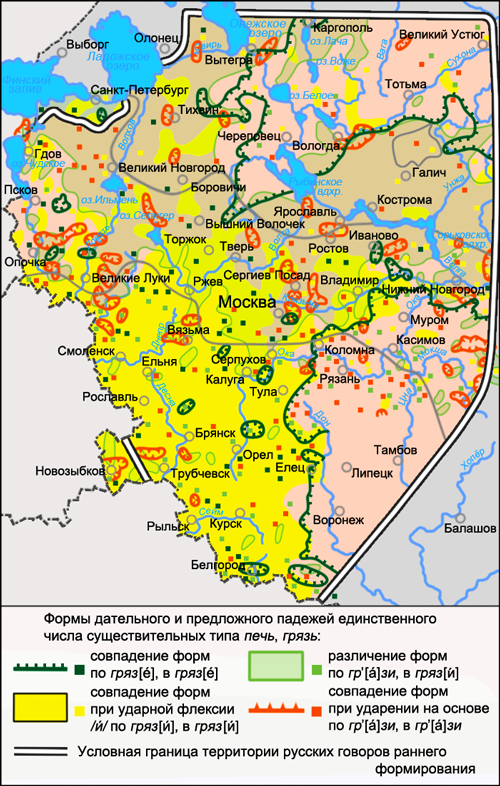
Распространение форм дательного и предложного падежей единственного числа существительных типа печь, грязь

К III типу склонения относятся существительные женского рода с основой на мягкую и на шипящую согласные с нулевой флексией в именительном падеже. Диалектные различия, связанные со склонением существительных по III типу, являются следствием объединительных тенденций в склонении существительных III и I типов. В подавляющем большинстве случаев при этом III тип склонения уподобляется I типу. Тенденция к унификации склонения всех существительных женского рода появилась в сравнительно раннее время, она отмечалась ещё в древнерусском языке. Помимо русского языкового ареала эта тенденция охватила также часть белорусских и часть украинских говоров.
Менее всего тенденция к упрощению системы склонений существительных женского рода в русском диалектном ареале затрагивает винительный падеж, в формах которого, как и в формах именительного падежа, во всех говорах представлена нулевая флексия. При этом в части говоров, в основном в юго-восточных, наряду с нулевой флексией может факультативно использоваться флексия -у, преимущественно у тех существительных, которые больше всего испытывают влияние I типа склонения: ло́шадю, ве́щу.
В одной части русских говоров окончания родительного, дательного и предложного падежей совпадают в -и, исконной флексии III склонения, происходящей от флексии склонения существительных с основой на *i: без ло́шади, без лошади́; к ло́шади, к лошади́; на ло́шади, на лошади́. В другой части говоров под влиянием форм I склонения в дательном и предложном падежах сформировалось окончание -е (-ê): к ло́шаде, к лошаде́ (к лошадế); на ло́шаде, на лошаде́ (на лошадế). В родительном падеже окончание -е (-ê) отмечается в единичных случаях и только в тех говорах, в которых в винительном падеже имеется окончание -у. Чаще всего, но не всегда, совпадение дательного и предложного падежей в -и в III склонении характерно для говоров, в которых окончание -и имеется в I склонении, а совпадении в -е (-ê) в III склонении распространено в говорах, в которых данное окончание имеется в I склонении. Последнее окончание встречается в вологодских, части вятских, в восточных южнорусских и в восточных среднерусских акающих говорах (в говорах южной локализации различение флексий актуально только для ударных окончаний, поскольку безударные гласные в этих говорах не различаются). В ряде говоров окончания дательного и предложного падежей -и и -е (-ê) в III склонении сосуществуют, находясь в отношениях дополнительного распределения или в отношениях неполной вариативности.
В формах творительного падежа III склонения представлены такие окончания как -jу, -jуj, -jоj, -jеj, -уj, -оj, -оjу, -еj, -еjу. Помимо окончания -jу, свойственного в III склонении литературному языку (ло́шадью), в говорах отмечаются окончания, общие с окончаниями I склонения, -еj, -уj, -оj (ло́шадей, ло́шадюй, ло́шадёй) и переходные окончания с неполным уподоблением окончаниям I склонения -jеj, -jуj, -jоj (ло́шадьей, ло́шадьюй, ло́шадьёй). Существительные с указанными окончаниями в разной мере распространены в вологодских, вятских, псковских, тверских, смоленских говорах, а также в говорах районов, расположенных к юго-востоку от Москвы.
В разных говорах степень сближения III и I склонения неодинакова. Так, например, наименьшая степень сближения характерна для говоров центральной диалектной зоны I типа, у которых окончания III и I склонения совпадают только в родительном падеже: нет две́ри — нет ча́шки (как и в литературном языке). Наиболее последовательно замена падежных окончаний III склонения окончаниями I склонения осуществилась в юго-восточных говорах (различия наблюдаются только у форм именительного падежа, причём часть существительных типа боле́зня приняла окончание I склонения и в именительном падеже):
| падеж        | I склонение | III склонение       |
| ------------ | ----------- | ------------------- |
| именительный | земля́       | грязь               |
| родительный  | земли́       | гря́зи               |
| дательный    | к земле́     | по гря́зе / по грязе́ |
| винительный  | зе́млю       | грязю́ / грязь       |
| творительный | землёй      | гря́зю / грязёй      |
| предложный   | в земле́     | в грязе́             |
Переход существительных из III в I склонение в говорах имеет ряд ограничений. В частности, III тип склонения сохраняется, как правило, у многосложных слов с неподвижным ударением на основе. Также I тип склонения часто сохраняется у редко употребляемых слов и слов, пришедших из литературного языка: тетрадь, должность, необходимость и т. п.
Нерегулярные модели
Нерегулярные формы склонения существительных характеризуются нестандартными падежными окончаниями и чередованием фонем в основах разных падежей. По нерегулярным моделям склоняются существительные мать (ма́ти), дочь (до́чи), свекро́вь (свекры́), а также группа существительных типа и́мя, вре́мя, се́мя и т. п.

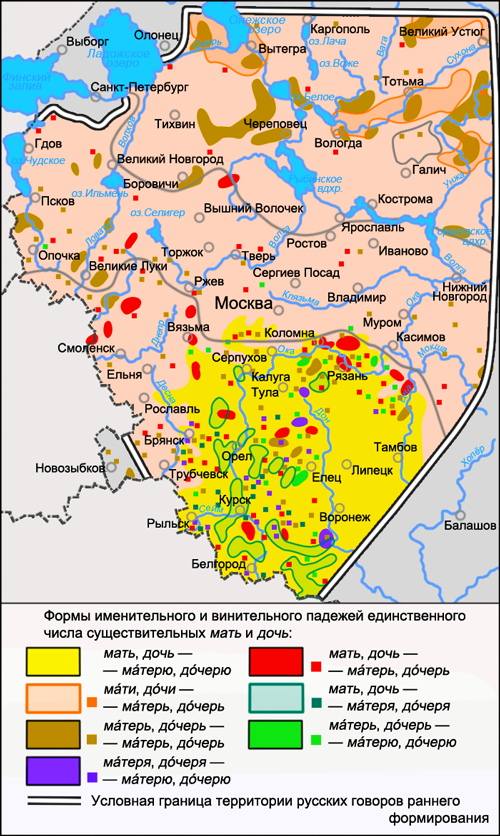
Распространение форм именительного и винительного падежей единственного числа существительных мать и дочь

Существительные мать и дочь могут иметь в говорах разные основы в именительном — винительном падежах с одной стороны и в косвенных падежах — с другой (как и в литературном языке), форма винительного падежа в ряде говоров может совпадать с основой других косвенных падежей (ма́терь, ма́терю). В части говоров у существительных со значением мать и дочь имеются такие нестандартные окончания, как ма́ти (в именительном падеже) и ма́теря (в винительном падеже). Для некоторых говоров характерен переход рассматриваемых существительных в основные типы склонения — в I склонение (ма́теря, до́черя/до́ча) или в III склонение (мать, дочь; ма́терь, до́черь).
Совпадение форм именительного — винительного падежей мать и дочь встречается во всех русских говорах с исключительным распространением в говорах центральной диалектной зоны, а также в части северо-западных и части северо-восточных говоров. В косвенных падежах формы этих существительных в указанном диалектном ареале имеют другую основу: ма́тери, ма́терью; до́чери, до́черью. В говорах Вологодской и Онежской групп в именительном падеже отмечаются архаичные формы ма́ти, до́чи, а в винительном — формы с суффиксом -ер-: ма́терь, до́черь. В белозерско-бежецких говорах и в части вологодских встречается совпадение форм именительного — винительного падежей ма́терь, до́черь. Кроме этого, в рассеянном распространении подобное совпадение известно в псковских и южнорусских говорах. Формы винительного падежа с окончанием -у (ма́терю, до́черю) отмечаются в говорах юго-восточной диалектной зоны. Наряду с ними, а также в сосуществовании с этими и другими формами, в говорах южного наречия в рассеянном распространении могут встречаться формы именительного — винительного падежей мать — ма́теря, дочь — до́черя и мать — ма́терю, дочь — до́черю — в курско-орловских и оскольских говорах, ма́терь, до́черь (реже ма́теря, до́черя) — ма́терю, до́черю (реже ма́терь, до́черь) — в рязанских говорах.
Существительное свекро́вь может сохранять в говорах давнюю форму именительного падежа свекры́, имея при этом в остальных падежах формы с основой свекро́в’ и с окончаниями III склонения. Также по говорам распространены основы свекра́, свекро́вья и другие, изменяющиеся по I или III типу склонения.
Словоформа именительного падежа единственного числа свекро́вь характерна для говоров центральной диалектной зоны и литературного языка. На периферийных территориях ей противопоставлены следующие словоформы: свекры́ — в рязанских говорах (в косвенных падежах — свекро́ви, свекро́вь и т. д.); свекра́, свекро́вья — в курско-орловских говорах и в межзональных говорах Б южного наречия; свекрова — в онежских, в юго-западных селигеро-торжковских и в верхне-днепровских говорах; свекро́вя, свекро́вка — в говорах северной диалектной зоны, а также в западных псковских и в северных селигеро-торжковских говорах; свекру́ха — в говорах разной локализации и другие формы.
Склонение существительных типа и́мя, вре́мя, се́мя и т. п. с чередованием фонем в основах и с нестандартными окончаниями по той же модели, что и в литературном языке, не имеет широкого распространения в говорах. Такая модель склонения вытеснена в диалектных морфологических системах основными типами склонения — I, II или сочетанием I и II типа, которое присуще существительным среднего рода с ударением на основе в юго-восточных говорах: и́мя, и́ми, и́ме (и́ми) и т. д.; и́мё, и́мя, и́мю и т. д.; и́мень, и́мени и т. д.

##### Множественное число
В сравнении со склонением существительных единственного числа склонение существительных множественного числа в русских говорах отличается большей общностью и подобием. Во множественном числе имеется меньшее число падежных аффиксальных морфем, представленных разными алломорфами (вариантами), чем в единственном числе, например, в дательном падеже множественного числа в большинстве говоров возможен только один алломорф -ам. Также во множественном числе отсутствует различие по типам склонения с особыми наборами окончаний как в единственном числе. Распределение вариантов окончаний в формах множественного числа имеет чаще всего лексический характер и меньше зависит от формального или морфонологического класса существительных.
Во множественном числе выделяют несколько регулярных словообразовательных соотношений между основами множественного и единственного чисел:
1. Основа множественного числа соответствует основе единственного числа — такое соотношение является наиболее распространённым и продуктивным, оно отмечается в неограниченном круге слов.
2. Во множественном числе к основе единственного числа добавляется суффикс -j-. Данное соотношение ограничено определёнными формальными классами существительных или определёнными морфонологическими классами основ, причём в обоих классах имеются также ограничения лексического характера. Выделяют три типа основ с суффиксом -j-:
  - основы на -j- множественного числа существительных мужского рода II склонения (а также основы существительного мужского рода I склонения дя́дя и основы нескольких существительных среднего рода); такие основы имеются и в литературном языке, но в говорах они представлены намного шире: бра́тья́[~ 4], деве́рья́, дядья́, друзья́, воло́сья́, каме́нья, пру́тья, сно́пья; пе́рья, поле́нья и т. п.; менее всего данный тип соотношения основ распространён в западных и юго-западных говорах, в которых даже существительные брат, сын, зять имеют формы множественного числа бра́ты́, сыны́, зя́ти́;
  - к основам существительных первого типа добавляются основы на -j- множественного числа существительных женского рода, отмечаемые в небольшом круге слов: матерья́, дочерья́, лошадья́ и некоторые другие слова; данный тип известен во многих юго-восточных говорах и в части восточных среднерусских акающих говоров;
  - основы на -j- множественного числа существительных всех родов и склонений, отмечаемые в намного более широком круге слов, чем основы первых двух типов: вну́чья, окунья́, гла́зья, ду́бья, сынья́, столо́бья, огоро́дья, поя́сья; боло́тья, одея́лья, по́лья; же́рдья, пе́телья, ро́жья, я́блоньи, я́мья, берёзья, ды́рья, гря́дья, же́нщинья, поло́сья и т. п.; данный тип распространён в северо-западных и поморских говорах.

По говорам возможно одновременное употребление форм множественного числа с суффикссом -j- и без него, при этом часто наблюдаются семантические различия — формы типа сно́пья употребляются в случае, если говорится о предмете вообще или о их совокупности, формы типа снопы́ указывают на конкретные предметы.
1. Во множественном числе к основе единственного числа добавляется суффикс -овj-. В большинстве говоров эта основа отмечается в небольшой группе существительных, обозначающих лиц мужского пола по признаку родства и свойства, в основном это существительные сыновья́ и кумовья́, в ряде говоров наряду с этими словами известны также такие существительные как братовья́, сватовья́, зятевья́, дядевья́, мужевья́, внуковья́. В северо-западных говорах существительные с основами на -овj- не ограничиваются группой слов, связанных с названиями родства, и охватывает также группы слов с другими значениями: дива́новья, огоро́довья, сара́евья, сту́ловья, луговья́; гне́здовья, пальто́вья, поле́новья, ру́жевья, удея́ловья; уздо́вья и т. п. В рассеянном распространении в некоторых северных и западных говорах наряду с суффиксом -овj- в названиях лиц мужского пола по признаку родства факультативно употребляется вариант -ов-: сынова́, братова́, зятева́, сватова́, свекрова́.
2. Во множественном числе к основе единственного числа без суффикса -онок добавляется суффикс -ат- (у группы существительных с названиями детёнышей): телёнок > теля́та. В вятских и восточных вологодских говорах названия детёнышей имеют соотношение с равенством основ множественного и единственного чисел телёнок > телёнки, в остальных северных говорах, а также в центральных говорах существительные подобного рода сосуществуют с существительными, образованными при помощи суффикса -ат-, причём чаще всего они используются в сочетании с числительными: теля́та, но пять телёнков.
3. Во множественном числе к основе единственного числа без части -ок суффикса -онок добавляется суффикс -ат- (у ограниченной группы существительных с названиями детёнышей): котёнок > котеня́та, а также волченя́та, мышеня́та, цыпленя́та/пискленя́та, утеня́та, гусеня́та, чертеня́та, бесеня́та. В некоторых говорах формы типа котеня́та могут образовываться по первому соотношению от формы единственного числа типа котенёнок.
4. Во множественном числе от основы единственного числа отнимается суффикс -ин (у группы существительных с названиями людей по месту жительства и по принадлежности к тому или иному социальному слою): вологжа́нин > вологжа́не, крестья́нин > крестья́не. Данное соотношение наиболее часто встречается в севернорусских говорах: гражда́на, горожа́на, устюжа́на, озеря́на, кимрича́не, калужа́ны, селя́не, крестья́на, дворя́на, прихожа́на, заонежа́на. В среднерусских и южнорусских говорах соотношение основ без суффикса -ин во множественном числе наблюдается в единичных случаях. В некоторых говорах основы множественного и единственного чисел группы существительных с названиями людей по месту жительства и по принадлежности к тому или иному социальному слою совпадают: крестья́нин > крестья́нины.

Именительный падеж

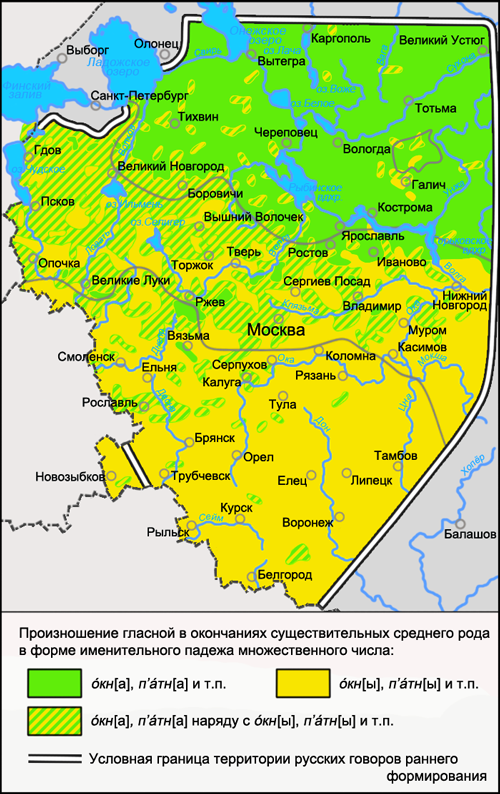
Произношение гласной в окончаниях существительных среднего рода в форме именительного падежа множественного числа

В форме именительного падежа множественного числа отмечаются три флексии -а, -и (-ы) и -е. Первые два окончания распространены повсеместно и охватывают крупные и открытые классы существительных, последнее ограничено как территориально, так и особой группой слов, указывающей на название по месту жительства или по принадлежности к определённому социальному слою: горожа́не, крестья́не (с фонетическими вариантами крестья́[ни], крестья́[н’а], крестья́[нь], крестья́[н’ъ]). В севернорусских говорах слова указанного типа чаще всего имеют окончание -а (крестья́на), в говорах разной локализации, прежде всего в среднерусских, чаще встречается окончание -и (-ы) (крестья́ны), только окончание -и (-ы) встречается у существительных с одинаковыми основами единственного и множественного чисел (крестья́нины).
Распределение флексий -а и -и (-ы), неодинаковое по говорам, зависит от словообразовательного типа основы, а в пределах того или иного словообразовательного типа — от принадлежности к определённому согласовательному или морфонологическому классам.
Существительные с одинаковым соотношением основ единственного и множественного чисел (с ударением на основе в единственном числе) в форме множественного числа среднего рода во всех говорах имеют окончание -а: места́, дела́. Те же формы среднего рода, но с ударением на окончании в единственном числе (село́, ведро́, пятно́) и с ударением на основе в обоих числах (коры́то, лы́ко), имеют по говорам разные окончания. В севернорусских говорах отмечается исключительное распространение окончания -а: сёла, вёдра, пя́тна; коры́та, крыле́чка, лы́ка. В московских и некоторых других говорах окончание -и (-ы) имеется только у существительных с основой на заднеязычную согласную: крыле́чки, лы́ки. В западных говорах, распространённых на территории, приграничной с ареалами белорусских и украинских диалектов, шире распространено окончание -и (-ы): сёлы, вёдры, пя́тны; коры́ты, крыле́чки, лы́ки. В южнорусских и среднерусских говорах окончание -а чаще всего распространено наряду с -и (-ы), причём формы, имеющие ударение на окончании в единственном числе, во множественном числе во многих акающих говорах чаще всего характеризуются окончанием -и (-ы).
Существительные с одинаковым соотношением основ единственного и множественного чисел в форме множественного числа мужского рода в восточных южнорусских говорах чаще всего имеют окончание -а: шофера́, стакана́, конюха́, плотника́, месяца́, кореня́. Наименьшая степень распространения окончания -а характерна для говоров, размещённых на границе с ареалами белорусских и украинских диалектов: домы́, лесы́, боки́, луги́, глазы́. В севернорусских говорах окончание -а в формах мужского рода имеется у существительных с безударными окончаниями и с суффиксальными образованиями с основой на заднеязычную согласную: брати́шка, двори́шка, гла́зка, рука́вка.
Для форм множественного числа женского рода, распространённых в севернорусском наречии и во многих среднерусских говорах, характерно окончание -и (-ы). В части южнорусских говоров, в части северо-западных и некоторых других говоров встречаются оба окончания -а и -и (-ы), их распределение зависит от принадлежности существительных к I или III типу склонения, и от места ударения в существительных, при этом окончание -а известно преимущественно у существительных с основой на мягкую согласную: ветвя́, грудя́, зеленя́, лошадя́, нога́, очередя́, печа́, грязя́, комнатя́, деревня́, книга́, роща́, церква́, яблоня́.
Существительные с основой единственного числа и суффиксом -j- могут иметь в форме множественного числа оба окончания, как -а (бра́тья́, ко́лья, же́рдья), так и -и (-ы) (бра́тьи́, ко́льи, же́рдьи). Существительные с основой единственного числа и суффиксом -овj- могут иметь только лишь одно окончание -а. Существительные с суффиксами -ат-, -онят- в формах множественного числа имеют оба окончания -а и -и (-ы): теля́та, теля́ты; утеня́та, утеня́ты.
Родительный падеж
Формы родительного падежа множественного числа представлены флексиями -ов, -еj и -ø. Существительные мужского рода с основой множественного числа, равной основе единственного числа, с исходом на парную твёрдую согласную, на заднеязычную согласную и -j за редким исключением имеют окончание -ов: домо́в, луго́в, краёв. Существительные мужского и среднего родов с основой множественного числа, равной основе единственного числа, с исходом на парную мягкую согласную, а также существительные III склонения имеют окончание -еj: учителе́й, поле́й, лошаде́й. Во многих говорах эти существительные могут иметь также окончание -ов: учителёв, лошадёв. Существительные мужского рода с основой на -j, -ц, а также на твёрдые и мягкие шипящие согласные по говорам могут иметь окончания или только -ов, или только -еj, или оба окончания вместе в пределах одного говора: отцо́в, ножо́в; отце́й, ноже́й. Существительные среднего рода с основой не на парный мягкий согласный, существительные I склонения и существительные с суффиксами -ат-, -онят-, -ан- в основе множественного числа имеют окончание -ø (нередко наряду с -ов). В ряде говоров флексия -ов вытесняет остальные флексии и становится практически единственным вариантом окончания: в среднем роде (дело́в, озеро́в), в женском роде (ба́бов, сва́дьбов, пе́снев) и в мужском роде с исходом основы на мягкую согласную (гвоздёв, роди́телев). В рязанских и некоторых других говорах встречается такой вариант окончания -ов, как -ох: домо́х, столо́х. Происхождение этого окончания связано с уподоблением окончания родительного падежа предложному. Возможно, этому способствовала омонимия падежных форм согласуемых с существительными прилагательных: нет новых домо́[х] — в новых дома́[х], а также употребление согласной [х] на месте [ф]: торх «торф», трахка «травка».
Дательный и распределительный падежи
В дательном падеже множественного числа во всех говорах отмечается только одно окончание — -ам. В ряде говоров, распространённых на юге Псковской области, в Смоленской области, в Калужской области и в прилегающих к ним районах Тульской области, наряду с окончанием -ам в небольшом круге слов с исходом основы на мягкую согласную может встречаться окончание -ом: лошадём, гостём, санём, грудём. Но и в этих словах уже в середине XX века на момент сбора материалов для составления диалектологического атласа русского языка окончание -ом активно вытеснялось продуктивным окончанием -ам. В русских говорах, распространённых на границе с ареалами белорусских и украинских диалектов, известны формы распределительного падежа множественного числа, имеющие окончания, общие с окончаниями предложного падежа: по дома́х, по леса́х, по сухи́х места́х.
Творительный падеж
В творительном падеже множественного числа отмечаются окончания -ами, -ими (-ыми) и -ми. Выделяются 4 класса существительных в зависимости от распределения в них указанных окончаний:
1. Существительные с ударными окончаниями в косвенных падежах (дома́, ру́ки, места́ и т. п.), кроме существительных 2 класса, имеют окончания -ами с вариантами -амы, -ама, -амя, -ам.
2. Существительные лю́ди, де́ти, ло́шади, ко́сти, две́ри, се́ти, кле́ти, пле́чи, гру́ди, у́ши, глаза́, ре́чи, но́чи, зве́ри, гу́си, слю́ни, слёзы, пчёлы, ви́лы и, возможно, у́ти, ку́ри и ве́ти имеют окончания -ми с вариантами -мы, -ма и -мя. В ряде говоров перечисленные существительные частично или полностью имеют окончание -ами.
3. Существительные с безударными окончаниями при основе на заднеязычную согласную имеют окончания -ими с вариантами -имы, -има и -имя.
4. Существительные с безударными окончаниями при основе на твёрдую незаднеязычную согласную характеризуются либо окончанием -ами, либо окончанием -ими.

Во многих среднерусских говорах и в большей части южнорусских, кроме крайнезападных, представлены следующие окончания в каждом из 4 классов: -ами (дома́ми), -ми (лошадьми́), -ими (стару́хими), -ами (ба́бами). В мещёрских рязанских говорах окончания 4 классов распределены следующим образом: -ами (дома́ми), -ми (лошадьми́), -ими (стару́хими), -ими (ба́быми) или -ами (дома́ми), -ами (лошадями́), -ими (стару́хими), -ими (ба́быми). В среднерусских окающих и в части севернорусских говоров отмечаются такие окончания, как -ами (дома́ми), -ми (лошадьми́), -ами (стару́хами), -ами (ба́бами) или как вариант в некоторых западных и юго-западных говорах: -амы (дома́мы), -мы (лошадьмы́), -амы (стару́хамы), -амы (ба́бамы). Также в ряде говоров известна такая система окончаний творительного падежа как -ами (дома́ми), -ами (лошадями́), -ими (стару́хими), -ами (ба́бами). Кроме того, возможны системы с одним окончанием -ами (-ам, -амы) во всех 4 классах, которые могут сосуществовать друг с другом в одних и тех же говорах: -ами (дома́ми, лошадями́, стару́хами, ба́бами); -ам (дома́м, лошадя́м, стару́хам, ба́бам) ; -амы (дома́мы, лошадямы́, стару́хамы, ба́бамы). Как факультативные варианты окончаний -ами и -амы могут выступать окончания -ама или -амя. Окончание -ам, совпадающее по форме с окончанием дательного падежа, является одним из ярких отличительных признаков морфологии севернорусского наречия (неизвестно оно только в поморских говорах). Также окончание -ам широко представлено в западных среднерусских говорах. В части севернорусских говоров и в части юго-западных говоров распространено окончания -амы, в севернорусских онежских и в восточных вологодских говорах встречается окончание -ама. В настоящее время окончания -ам, -амы, -ама активно вытесняются окончанием -ами.
Предложный и местный падежи
В предложном и местном падежах множественного числа в большинстве говоров распространено окончание -ах. В белозерско-бежецких говорах, в тверских говорах и в отделе Б восточных среднерусских акающих говоров встречается также вариант этого окончания — -аф: в дома́ф, на лошадя́ф, на нога́ф, при отца́ф. Данное окончание сложилось в результате обобщения окончаний родительного и предложного падежей: нет домо́[ф] — в дома́[ф]. Возможно, формированию данного окончания способствовал также фонетический переход, проходивший в рассматриваемых говорах под влиянием соседних говоров и литературного языка: тор[х] > тор[ф], в дома́[х] > в дома́[ф].
В говорах, характеризующихся двумя окончаниями дательного падежа -ам и -ом, в местном падеже чаще всего встречаются два окончания -ах и -ох (причём окончание -ох отмечается в тех же словах, что и окончание -ом): на лошадёх — лошадём, в гостёх — гостём. Как и окончание дательного падежа -ом окончание -ох в речи носителей диалектов активно вытесняется продуктивным окончанием.

##### Ударение
Дополнительным грамматическим средством различения падежных форм в говорах русского языка является подвижное ударение. В том или ином основном типе склонения существительных имеются подтипы, в которых наряду с изменением окончания в разных падежах изменяется и место ударения. При омонимии окончаний в падежных формах место ударения может быть единственным средством различения падежей. Например, форме дательного падежа к лу́гу с ударением на основе противопоставляется форма предложного падежа на лугу́ с ударением на флексии или, например, форме родительного падежа без те́ни с ударением на основе противопоставляется форма предложного падежа в тени́ с ударением на флексии. Также подвижное ударение может выступать дополнительным средством противопоставления форм единственного и множественного чисел: гора́ — го́ры, по́ле — поля́.
Число подтипов склонения, в которых падежные формы противопоставляются по месту ударения, и число существительных, входящих в эти подтипы, варьируют по говорам. Так, например, наиболее обширен класс существительных I склонения с подвижным ударением (нога́ — но́гу, зима́ — зи́му) в севернорусских говорах, наименее представлен данный класс в южном наречии (особенно в юго-западном ареале) вплоть до полного отсутствия подвижного ударения в некоторых говорах: нога́ — ногу́, зима́ — зиму́. У существительных мужского рода чаще всего постоянное ударение встречается в говорах юго-западной диалектной зоны: на бе́реге, в ле́се. В тех диалектных ареалах, в которых в формах множественного числа существительных отмечается подвижность ударения (ру́ки — рука́ми, но́ги — нога́ми), подобные формы характерны только для части существительных, причём их охват различается по говорам. Увеличение числа существительных множественного числа с постоянным ударением наблюдается в говорах с расширенным классом существительных с окончанием -а в форме именительного падежа: волоса́ — волоса́ми.

#### Имя прилагательное
В русской диалектологии в одной группе с именами прилагательными обычно рассматриваются неличные местоимения, склоняющиеся по адъективному типу. Парадигмы адъективного склонения имеют регулярный и нерегулярный характер. По регулярному типу склоняются знаменательные прилагательные за исключением притяжательных прилагательных с суффиксами -ов-, -ин-, -j-, местоимения какой, такой, другой, самый, всякий, а также притяжательные местоимения типа ихний, евонный, ейный. По нерегулярному типу склоняются все остальные местоименные прилагательные.
Бо́льшая часть падежных форм прилагательных имеет диалектные варианты, которые могут различаться по нескольким признакам. Например, формы творительного падежа множественного числа могут иметь разные окончания:
- по составу: односложные (с молоды́м) или двусложные (с молоды́ми);
- по начальной фонеме: могут начинаться с фонемы /е/ (с молодэ́ми) или /и/ (с молоды́ми);
- по конечной фонеме: могут заканчиваться на фонему /и/ (с молоды́ми) или /а/ (с молоды́ма);
- по твёрдости или мягкости согласной фонемы: могут иметь фонему /м/ (с молоды́ми) или /м/ (с молоды́мы).

В склонении прилагательных ряд падежных форм всегда совпадает, поэтому при упоминании родительного падежа имеются в виду формы родительного, отделительного и партитивного падежей, при упоминании дательного имеются в виду формы дательного и распределительного падежей, при упоминании винительного имеются в виду формы винительного и объектного падежей, при упоминании местного имеются в виду местный и предложный падежи.

##### Единственное число
Мужской род
Варианты парадигм прилагательных мужского рода единственного числа (варианты от (а) до (в) не имеют омонимических окончаний, варианты от (г) до (з) характеризуются омонимическими окончаниями форм творительного и предложного падежей):
| падеж        | парадигма а        | парадигма б        | парадигма в        |
| ------------ | ------------------ | ------------------ | ------------------ |
| именительный | молодо́й            | молодо́й            | молодо́й            |
| родительный  | молодо́во           | молодо́ɣо           | молодо́во           |
| дательный    | молодо́му           | молодо́му           | молодо́му           |
| винительный  | молодо́й / молодо́во | молодо́й / молодо́ɣо | молодо́й / молодо́во |
| творительный | молоды́м            | молоды́м            | молоды́м            |
| местный      | в молодо́м          | в молодо́м          | в молодэ́м          |
| падеж        | парадигма г        | парадигма д        | парадигма е        | парадигма ж        | парадигма з        |
| ------------ | ------------------ | ------------------ | ------------------ | ------------------ | ------------------ |
| именительный | молодо́й            | молодо́й            | молодэ́й            | молоды́й            | молодо́й            |
| родительный  | молодо́во           | молодо́ɣо           | молодо́ɣо           | молодо́ɣо           | молодо́во           |
| дательный    | молодо́му           | молодо́му           | молодо́му           | молодо́му           | молодо́му           |
| винительный  | молодо́й / молодо́во | молодо́й / молодо́ɣо | молодэ́й / молодо́ɣо | молоды́й / молодо́ɣо | молодо́й / молодо́во |
| творительный | молоды́м            | молоды́м            | молоды́м            | молоды́м            | молодэ́м            |
| местный      | в молоды́м          | в молоды́м          | в молоды́м          | в молоды́м          | в молодэ́м          |
Модель (а) распространена в говорах северного наречия (и в литературном языке), модель (б) — в говорах южного наречия, модели (в) и (г) — в восточных среднерусских говорах, модель (д) — в некоторых южнорусских говорах, в частности, в говорах Орловской области, модели (е) и (ж) — в говорах, распространённых на границе с ареалом белорусского языка, модель (з) рассматривается как вариант, сосуществующий с моделью (в).
Наиболее распространённый вариант окончания именительного падежа — -оj. Варианты -еj и -иj известны главным образом в северо-западных говорах и в ареале, приграничном с ареалом белорусского языка (молодэ́й, какэ́й или каке́й; молоды́й, какы́й или каки́й). В ряде говоров варианты окончаний -еj и -иj сосуществуют как факультативные варианты.
В формах родительного падежа распространены окончания -ово и -оɣо. У первого имеется фонетический вариант -оwо, у второго — -ого. Окончание -ово (-оwо) распространено в большинстве среднерусских говоров, в севернорусских говорах, исключая крайне северные говоры, и в части южнорусских говоров (в тульских, елецких и некоторых других). В тех говорах, в которых отмечается окончание -оwо, например, в вологодских, губно-зубной [в] закономерно чередуется с губно-губным [w]: [в] употребляется перед гласными, а [w] употребляется в позиции конца слова и слога. Наряду с окончанием -ово в окающих говорах, в частности, в новгородских может встречаться окончание -ова, которое сформировалось под влиянием формы родительного падежа существительного (большо́ва до́ма). Окончание -оɣо (-ого) характерно для говоров южной диалектной зоны (южнорусских с исключением говоров Тульской группы), для крайне северных говоров Европейской части России и для части западных среднерусских говоров. Вариант -оɣо встречается в говорах, в которых отмечается фрикативное произношение фонемы /г/. Намного менее распространённый вариант -ого известен в говорах со взрывным произношением фонемы /г/. В говорах Архангельской области, Карелии и некоторых других регионов имеются две фонемы /г/ и /ɣ/, из них в окончании родительного падежа выступает /ɣ/, а в остальных морфемах — /г/ (наряду с окончанием -оɣо в указанных говорах встречаются также окончания -ово и -ого). Как факультативный вариант в севернорусских говорах встречается окончание -оо (молодо́о), чаще всего оно сосуществует с окончанием -оwо.

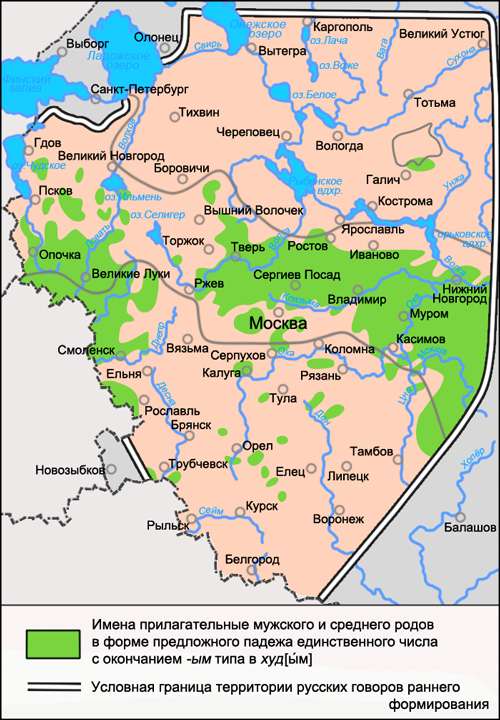
Распространение форм предложного падежа единственного числа имён прилагательных мужского и среднего родов с окончанием -ым типа в худы́м

В формах имён прилагательных мужского рода дательного падежа известно только одно окончание -ому.
В формах творительного падежа в большинстве говоров употребляется окончание -им. В ряде говоров распространён двусложный вариант окончания -иjим. Окончание -ем известно только в тех говорах, в которых схожее окончание отмечается в формах имён прилагательных предложного падежа: никаке́м, с друге́м. Как правило, -ем сосуществует в говорах с окончанием -им.
В формах местного падежа наряду с окончанием -ом широко распространено окончание -им (в молоды́м, в каки́м). В частности, оно характерно для владимирско-поволжских говоров. В небольшом числе говоров в формах местного падежа также встречается окончание -ем. Такие говоры отмечаются в районах, расположенных восточнее ареала распространения окончания -им, а также на отдельных частях этого ареала чересполосно с говорами с наличием окончания -им. Кроме этого, возможен вариант, при котором в говоре в прилагательных основа на заднеязычную согласную сочетается с окончанием -ем (в каке́м), а остальные основы — с окончанием -им (в молоды́м). Как и в формах творительного падежа в формах местного падежа отмечаются двусложные варианты окончаний -оj(е)м и -еj(е)м.
Женский род
Основные модели парадигм прилагательных женского рода единственного числа:
| падеж        | парадигма а | парадигма б | парадигма в |
| ------------ | ----------- | ----------- | ----------- |
| именительный | молода́jа    | молода́jа    | молода́jа    |
| родительный  | молодо́j     | молодэ́j     | молодо́j     |
| дательный    | молодо́j     | молодэ́j     | молодо́j     |
| винительный  | молоду́jу    | молоду́jу    | молоду́jа    |
| творительный | молодо́j     | молодэ́j     | молодо́j     |
| местный      | в молодо́j   | в молодэ́j   | в молодо́j   |
Варианты основных моделей парадигм прилагательных женского рода единственного числа (вариант (е) отличается от прочих вариантов и основных моделей тем, что окончание формы родительного падежа не совпадает с окончаниями форм остальных косвенных падежей):
| падеж        | парадигма г        | парадигма д       | парадигма е |
| ------------ | ------------------ | ----------------- | ----------- |
| именительный | молода́jа           | молода́jа          | молода́jа    |
| родительный  | молодэ́j            | молодо́j           | молоды́jе    |
| дательный    | молодэ́j            | молодо́j           | молодо́j     |
| винительный  | молоду́jа           | молоду́jу          | молоду́jу    |
| творительный | молодэ́j / молодэ́jу | молодо́j/ молодо́jу | молодо́j     |
| местный      | в молодэ́j          | в молодо́j         | в молодо́j   |
Модель (а) распространена в большинстве русских говоров (и в литературном языке), часто она встречается в сосуществовании с прочими моделями, модель (б) отмечается в говорах южного наречия, ареал которых граничит с ареалом белорусских говоров, а также в русских говорах, распространённых на территории Карелии, модель (в) характерна для значительного числа говоров южного наречия, (г) и (д) — для юго-западных говоров, (е) — для некоторых севернорусских говоров и для ряда говоров, распространённых в Брянской области.
Формы именительного падежа характеризуются окончаниями -аjа (молода́jа) и -а (молода́). Формы винительного падежа характеризуются окончаниями -уjу, -уjа, -оjу (молоду́jу, молоду́jа, молодо́jа) и -у (молоду́). Наиболее распространёнными окончаниями являются -аjа и -уjу. Их факультативные варианты -аа, -а, -уу, -у отмечаются в говорах, в которых протекает процесс стяжения. Реже окончания -а и -у могут быть единственными вариантами окончаний в говорах, в которых процесс стяжения завершился. Такие говоры распространены, в частности, на севере Пензенской области и к северу от Нижнего Новгорода. Окончание винительного падежа -уjу отмечается в севернорусских и среднерусских говорах, окончание -уjа — в южнорусских говорах. Окончание -оjу характерно для имён прилагательных с ударением на основе во многих акающих говорах, ударные окончания -оjу известны наряду с окончанием -уjу в говорах Верхне-Деснинской группы и в южных говорах Западной группы.
В формах родительного падежа наиболее широко представлены односложные окончания -оj (-ôj), -еj и -иj. Такие же окончания характерны для форм остальных косвенных падежей женского рода. В ряде севернорусских говоров и в некоторых говорах Брянской области отмечаются двусложные окончания родительного падежа -иjо (наиболее распространённое среди прочих), -иjе, -еjе, -иjа, -еjа, -оjе.
В формах прилагательных творительного падежа как и в аналогичных формах существительных I склонения наряду с односложными окончаниями -оj (-ôj), -еj и -иj в ряде юго-западных говоров распространены двусложные окончания -оjу (-ôjу) и -еjу.
Наиболее распространённым окончанием в формах родительного, дательного, творительного и местного падежей является окончание -оj (-ôj). Реже остальных встречается окончание -иj. В основном окончания -еj и -иj представлены в говорах западной локализации.
Средний род
Имена прилагательные и неличные местоимения среднего рода единственного числа образуют две системы склонения. Для обеих характерно совпадение форм косвенных падежей с соответствующими формами мужского рода. Прямые падежи в одной из систем имеют специфические окончания среднего рода, а в другой системе их окончания совпадают с окончаниями прямых падежей женского рода:
| падеж        | парадигма 1                    | парадигма 2         |
| ------------ | ------------------------------ | ------------------- |
| именительный | молодо́jо / молодо́о / молодо́    | молода́jа            |
| родительный  | молодо́го / молодо́во / молодо́ɣо | молодо́ɣо / молодо́во |
| дательный    | молодо́му                       | молодо́му            |
| винительный  | молодо́jо                       | молоду́jа / молоду́jу |
| творительный | молоды́м                        | молоды́м             |
| местный      | о молодо́м / о молоды́м          | о молодо́м           |
Модели парадигмы первой системы имеют исключительное распространение в севернорусских и среднерусских говорах (модель этой системы является нормой в литературном языке), а также в говорах, распространённых на границе с Белоруссией. Модели парадигмы второй системы преобладают в говорах южного наречия.

##### Множественное число
Варианты парадигм прилагательных и неличных местоимений множественного числа (варианты от (а) до (д) характеризуются различением окончаний форм дательного и творительного падежей):
| падеж        | парадигма а        | парадигма б        | парадигма в        | парадигма г                 | парадигма д        |
| ------------ | ------------------ | ------------------ | ------------------ | --------------------------- | ------------------ |
| именительный | молоды́jе           | молодэ́jи           | молодэ́jи           | молоды́jо / молоды́           | молоды́jо           |
| родительный  | молоды́х            | молоды́х            | молодэ́х            | молоды́х                     | молоды́х            |
| дательный    | молоды́м            | молоды́м            | молодэ́м            | молоды́м                     | молоды́м            |
| винительный  | молоды́jе / молоды́х | молодэ́jи / молоды́х | молодэ́jи / молодэ́х | молоды́jо / молоды́ / молоды́х | молоды́jо / молоды́х |
| творительный | молоды́ми           | молоды́мы           | молодэ́ми           | молоды́ма                    | молоды́мы           |
| местный      | в молоды́х          | в молоды́х          | в молодэ́х          | в молоды́х                   | в молоды́х          |
| падеж        | парадигма е                 | парадигма ж                   | парадигма з                 |
| ------------ | --------------------------- | ----------------------------- | --------------------------- |
| именительный | молоды́jо / молоды́           | молоды́jо / молоды́             | молоды́jо / молоды́           |
| родительный  | молоды́х                     | молоды́jих                     | молоды́ф                     |
| дательный    | молоды́м                     | молоды́м                       | молоды́м                     |
| винительный  | молоды́jо / молоды́ / молоды́х | молоды́jо / молоды́ / молоды́jих | молоды́jо / молоды́ / молоды́ф |
| творительный | молоды́м                     | молоды́м                       | молоды́м                     |
| местный      | в молоды́х                   | в молоды́jих                   | в молоды́ф                   |
| падеж             | парадигма и        | парадигма к        |
| ----------------- | ------------------ | ------------------ |
| именительный      | молодэ́jи           | молоды́jе           |
| родительный       | молоды́х            | молоды́х            |
| дательный         | молоды́м            | молоды́м            |
| распределительный | по молоды́х         | по молоды́х         |
| винительный       | молодэ́jи / молоды́х | молоды́jе / молоды́х |
| творительный      | молоды́мы           | молоды́м            |
| местный           | в молоды́х          | в молоды́х          |

## Местоимение
В составе класса местоимений исследователи морфологии русских диалектов, в частности, С. В. Бромлей и Л. Н. Булатова, рассматривают только личные местоимения. Неличные местоимения, в том числе местоименные прилагательные с преимущественно адъективным типом склонения, рассматриваются в составе класса имён прилагательных. В издании «Русской диалектологии» под редакцией Л. Л. Касаткина (2005) к неличным относят также местоимения он, она, оно, они, которые в классических грамматиках русского языка определяются как личные местоимения 3-го лица. По грамматическим признакам к личным примыкает возвратное местоимение себя́.
Падежные формы личных местоимений 1-го и 2-го лица единственного числа, а также формы возвратного местоимения себя́ различаются в русских говорах флексиями и/или видами основ. Диалектные различия представлены в формах родительного, дательного, винительного и предложного падежей. Все формы указанных местоимений объединяются одинаковыми флексиями. В родительном и винительном падежах — это -а или -е: меня́, мене́; тебя́, тебе́; себя́, себе́. В дательном и предложном падежах — это -е (-ê) или -и: мне (мнế), мни́; тебе́ (тебế), теби́, тобе́; себе́ (себế), себи́, собе́. Виды основ рассматриваемых местоимений различаются по лицам (возвратное местоимение объединяется при этом с местоимением 2-го лица). У форм местоимения 1-го лица в основе происходит чередование фонем -е ~ ø (мен’- и мн’-): меня́, мне. У форм местоимения 2-го лица и возвратного местоимения чередуются фонемы -е ~ -о (теб’-, себ’- и тоб’-, соб’- с факультативными вариантами теj-, сеj- и тоj-, соj-, в которых произошло ослабление губного [б’] > [j]): тебе́, себе́; тобе́, собе́.
Сочетание разных окончаний и разных видов основ личных местоимений 1-го и 2-го лица единственного числа, а также возвратного местоимения себя́ формирует в морфологических системах русских говоров многообразие парадигм склонения. Одна часть этих парадигм широко распространена в значительных по охвату территории диалектных ареалах русского языка и является в них, как правило, единственно возможной. Другая часть парадигм встречается сравнительно редко и во многих случаях сосуществует с широко распространёнными парадигмами.
Наиболее широко в русских говорах распространены два типа парадигм (систем падежных окончаний) склонения личных и возвратного местоимений. Первый тип характерен для севернорусского наречия, крайне восточной части южнорусского наречия и для большинства среднерусских говоров. В этом типе парадигм отмечается совпадение окончаний родительного и винительного падежей в -а и дательного и предложного в -е (-ê) или -и. Один из вариантов этого типа парадигмы представлен в литературном языке. Второй тип парадигм встречается в большинстве южнорусских говоров и в части среднерусских псковских говоров. В этом типе окончания всех падежей совпадают в -е.
В склонении личного местоимения 1-го лица в большинстве говоров с первым типом парадигмы противопоставление родительного и винительного падежей с одной стороны и дательного и предложного падежей — с другой, выражаемое окончаниями -а и -е, дополняется различием основ: у меня́, меня́ — ко мне́, обо мне́. В говорах со вторым типом парадигмы данные падежи противопоставляются только чередованием фонем в основе: у мене́, мене́ — ко мне́, обо мне́. Помимо этих вариантов существуют парадигмы с совпадением основ во всех падежах: у мня́, мня́ — ко мне́, обо мне́; у мне́, мне́ — ко мне́, обо мне́ или у меня́, меня́ — к мене́, об мене́; у мене́, мене́ — к мене́, об мене́. В этом случае в говорах с первым типом парадигмы пары падежей противопоставляются только флексиями, а в говорах со вторым типом парадигмы не противопоставляются никак. Такого рода парадигмы склонения местоимений отмечаются в небольшом числе говоров и чаще всего в сосуществовании с широко распространёнными парадигмами. 
В склонении личного местоимения 2-го лица, а также возвратного местоимения себя́ в большинстве говоров с первым типом парадигмы в формах родительного и винительного падежей с одной стороны и дательного и предложного падежей — с другой отмечается совпадение основ и различие в окончаниях: у тебя́, тебя́; у себя́, себя́ — к тебе́ (к тебế), к теби́, о тебе́ (о тебế), о теби́; к себе́ (к себế), к себи́, о себе́  (о себế), о себи́. В большинстве говоров со вторым типом парадигмы пары падежей характеризуются одинаковыми окончаниями и чередованием фонем в основе: у тебе́, тебе́; у себе́, себе́ — к тобе́, о тобе́; к собе́, о собе́. В некоторых говорах в парадигмах склонения личного местоимения 2-го лица, а также возвратного местоимения себя́ встречается одновременное противопоставление форм по видам основы и окончаниям или же совпадение видов основы и окончаний в разных падежных формах. Как и в случае с парадигмами личного местоимения 1-го лица парадигмы с совпадением видов основы и окончаний личного местоимения 2-го лица, а также возвратного местоимения себя́ встречаются чаще всего в сосуществовании с широко распространёнными парадигмами.
Если рассматривать наиболее распространённые в русских говорах варианты парадигм склонения личных местоимений 1-го и 2-го лица единственного числа, а также возвратного местоимения себя́, то можно отметить противопоставление форм родительного и винительного падежей формам дательного и предложного падежей. В говорах северной локализации (в парадигме первого типа) это противопоставление осуществляется при помощи окончаний, в говорах южной локализации (в парадигме второго типа) — при помощи чередования фонем в основе.
Основные варианты парадигм склонения личных местоимений 1-го и 2-го лица единственного числа, а также возвратного местоимения себя́:
Парадигма I типа
| падеж                     | личное местоимение (единственное число) | личное местоимение (единственное число) | возвратное местоимение |
| падеж                     | 1-е лицо                                | 2-е лицо                                | возвратное местоимение |
| ------------------------- | --------------------------------------- | --------------------------------------- | ---------------------- |
| именительный              | я                                       | ты                                      | —                      |
| родительный / винительный | меня́                                    | тебя́                                    | себя́                   |
| творительный              | мной / мно́ю                             | тобо́й / тобо́ю                           | собо́й / собо́ю          |
| дательный / предложный    | мне (мнế) / мни́                         | тебе́ (тебế) / теби́                      | себе́ (себế) / себи́     |
Парадигма II типа
| падеж                     | личное местоимение (единственное число) | личное местоимение (единственное число) | возвратное местоимение |
| падеж                     | 1-е лицо                                | 2-е лицо                                | возвратное местоимение |
| ------------------------- | --------------------------------------- | --------------------------------------- | ---------------------- |
| именительный              | я                                       | ты                                      | —                      |
| родительный / винительный | мене́                                    | тебе́                                    | себе́                   |
| творительный              | мной / мно́ю                             | тобо́й / тобо́ю                           | собо́й / собо́ю          |
| дательный / предложный    | мне                                     | тобе́                                    | собе́                   |
В ряде русских говоров в родительном и винительном падежах употребляются краткие формы местоимений: мя, тя, ся (в говорах северной локализации) и ме, те, се (в говорах южной локализации). Краткие формы родительного падежа, как правило, употребляются с предлогами и встречаются в говорах чаще, чем формы винительного падежа.
Падежные формы личных местоимений 1-го и 2-го лица множественного числа одинаковы во всех русских говорах. Исключение составляют формы дательного и творительного падежей, которые совпадают в тех говорах, для которых характерна омонимия данных падежных форм во всех именах: к нам, с нам; к вам, с вам (пойду с вам за своим коровам).

#### 3 лицо
Местоимения 3-го лица в отличие от местоимений 1-го и 2-го лица изменяются не только по падежам, но и по родам и числам.
Многообразные формы винительного падежа имеет местоимение 3-го лица женского рода. В их числе отмечаются формы j-еjо́, j-еjу́, j-у, а также форма он-у́, основа которой совпадает с основой формы именительного падежа.
Для предложных конструкций характерны формы с им, к ему, за ей, у их.
Местоимение 3-го лица множественного числа в форме именительного падежа различается в говорах по окончаниям и по характеру основы:
- местоимения с окончаниями и (они́, оны́) и е (оне́);
- местоимения с основой на мягкую [н’] (они́, оне́) и твёрдую [н] (оны́).

У местоимения на твёрдую [н] основа формы именительного падежа множественного числа совпадает с основами форм единственного числа: он-ø, он-а́, он-о́ — он-ы́.
Форма местоимения они́, характерная и для литературного языка, отмечается в исключительном распространении на территории юго-восточной диалектной зоны. Форма оне́ распространена в северо-восточных говорах, форма оны́ характерна для говоров западной диалектной зоны, поморских говоров северного наречия и восточных среднерусских говоров отдела Б. Формы местоимений оне́ и оны́, как правило, сосуществуют с широко распространённой формой они́.
Западнорусские формы местоимений 3-го лица с начальной j типа jон, jона́, jоно́ (jено́), jоны́ (jаны́, jены́, jины́) являются результатом частичного обобщения основ. Хоть формы прямого и косвенных падежей в данных местоимениях различаются, они имеют общий элемент j: jон-ø, j-ого́ (j-оɣо́), j-ому; jон-а́, j-еj (j-оj) и т. п. В говорах с местоимениями без начальной j основы форм прямого и косвенных падежей различаются полностью: он-ø, j-его́ (j-ево́), j-ему и т. п.
Формы дательного и творительного падежей местоимения 3-го лица множественного числа совпадают в тех говорах, в которых совпадают соответствующие формы местоимений 1-го и 2-го лица: к имя; с имя.

## Глагол

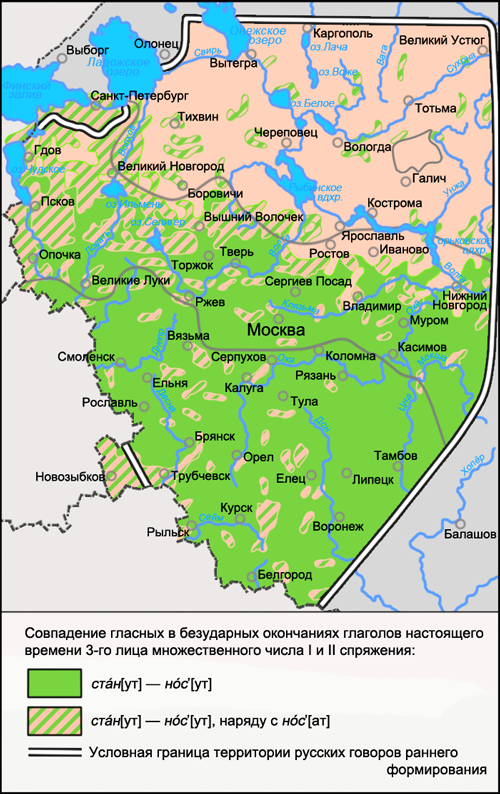
Распространение совпадения гласных в безударных окончаниях глаголов настоящего времени 3-го лица множественного числа I и II спряжения

## История
На всём протяжении истории русского языка в изменениях его грамматического строя отмечается тенденция к унификации типов склонения по признаку рода. В частности, сближение III склонения с I склонением, начавшееся ещё в древнерусском языке, наибольшей степени достигло в юго-восточных говорах, в которых эти склонения зачастую различаются только формами именительного падежа. Упрощение парадигм происходило за счёт объединения флексий разных типов склонения, восходящих к древнерусскому периоду. Например, флексия существительных мужского рода с основой на *-i и окончанием -и объединилась с флексией существительных мягкой разновидности мужского и среднего родов местного падежа основы на *-o с окончанием -и. В свою очередь, мягкая разновидность основы на *-o с окончанием -и объединилась с твёрдой разновидностью с окончанием -ê. В результате чего в местном падеже, соответствующем современному предложному, во II склонении во многих русских говорах и в литературном языке сложилось единое окончание -е (-ê). Нерегулярные типы склонения существительных отражают утраченные во многих говорах архаичные типы склонения основ на согласный (мать; дочь; и́мя, время и т. п.) и на *-ū (свекры). В части говоров эти существительные стали склоняться по основным типам. Распространённое в некоторых северных говорах (поморских, онежских, вологодских и других) окончание творительного падежа, или общего окончания дательного и творительного падежей, -ама (рукама, к ногама и с ногама, за дорогама и по дорогама) является старым окончанием двойственного числа, которое сохранялось в новгородских берестяных грамотах до XIII века, и, возможно, оставалось в живом употреблении несколько дольше на окраинах Новгородской земли. Вероятнее всего, под влиянием форм двойственного числа в говорах севернорусского наречия перестали различаться формы дательного и творительного падежей множественного числа (к рукам, к домам — с рукам, за домам).
Среди прочих процессов на морфологические системы диалектов влияли исторические изменения в фонетике. Так, например, совпадение гласных /а/ и /о/ в заударном положении в южном наречии и акающих среднерусских говорах создало условия для перехода существительных с окончанием -о в именительном падеже типа де́душко, парни́шко в I тип склонения (по аналогии с одушевлёнными существительными мужского рода типа староста). То же явление, вызвавшее совпадение в произношении окончаний существительных женского рода и среднего рода с ударением на основу (сен[ъ] «сено» и лип[ъ] «липа»), привело к изменению в юго-восточных говорах склонения целого класса существительных среднего рода в склонение по типу существительных женского рода с основой на -а: се́на, се́ны, се́не, се́ну, се́ной, се́не. Ослабленное звучание гласных в заударном положении стало причиной формирования в южном наречии окончания именительного и винительного падежей множественного числа -ы и -и на месте литературного -а (-я): поли, стады, окны, сёлы и т. п.